# 月刊グラン
月刊グラン（げっかんグラン）は、中日新聞社が発行している名古屋グランパスの公式マガジン（雑誌）である。毎月12日発売。

## 概要
1994年3月に創刊。毎月の試合ダイジェストや選手・スタッフへのインタビュー、さらには東海地区のサッカー情報などが掲載されている。

## 内容
2011年4月号（No.205）に掲載されているコーナー。
- 選手インタビュー
  - 時節に合わせた様々なインタビュー。
  - 形式、及びタイトルはその月により様々で一人の選手を扱うものから複数の選手による対談など多岐にわたる。
- PLAYER'S PLAN
  - 選手、及びスタッフと記者による1対1のインタビュー。
  - タイトルの通り主に今シーズン（オフ時は来シーズン）の展望などを語るコーナー。
- OFF THE PITCH
  - 主に選手たちのプライベートに関するインタビュー。
- MY SOCCER STORY
  - 選手たちの幼少期から名古屋加入までのストーリーを選手や親類、恩師などの話も交えながら5号（5か月）にわたって語られる。
- EXCITING RASH
  - 発売号の前月の試合の結果、及び戦評。
- ○○（シーズンの年度が入る）NAGOYA GRAMPUS MEMBER
  - シーズン開始前に掲載される名古屋の選手一覧
- CAMP REPORT IN ○○（キャンプ地の名前が入る）
  - キャンプのあった月のみ掲載されるキャンプ情報。
- PEOPLE
  - 名古屋グランパス以外の地元のプレイヤーに対するインタビュー。
- くまさんの世界一蹴の旅
  - 熊崎敬による世界各国のサッカー事情を扱ったコーナー。
- ボールの独り言
  - 財徳健治によるコラム
- 森裕子の食べて強くなるグランパスMENU
  - 名古屋の専属栄養士を務める森裕子によるレシピ。
  - 選手が食べているものや、季節の食材を利用したメニューを紹介している。
- このくにとサッカー
  - 賀川浩によるコラム。
- MONTHLY OCEANS NEWS
  - 名古屋市を本拠地とする名古屋オーシャンズに関するニュース。
- 大住良之の今月はココに注目
  - 大住良之が発売月のサッカーの注目ポイントをまとめたコラム。
- SPECIAL PRESENT
  - プレゼントコーナー
- GRAMPUS SCHEDULE
  - 発売月のスケジュール。
- 育成部門NEWS
  - ユースの活動記録。
- 東海サッカーダイジェスト
  - 東海地区のサッカークラブのニュース。現在はFC岐阜、FC鈴鹿ランポーレ、FC刈谷、マルヤス工業のニュースを取り扱っている。
- オーレ!グランパス
  - サポーターからの手紙やイラストなどを掲載するコーナー。
- 瑞穂天国
  - なかむら治彦による漫画。
- オフサイドトラップ
  - 毎月名古屋にまつわるデータを解析するコーナー。
- HOME TOWN TOPICS
  - 選手たちのホームタウンでの活動記録。